# 872
Évszázadok: 8. század – 9. század – 10. század
Évtizedek: 820-as évek – 830-as évek – 840-es évek – 850-es évek – 860-as évek – 870-es évek – 880-as évek – 890-es évek – 900-as évek – 910-es évek – 920-as évek
Évek: 867 – 868 – 869 – 870 –  871 – 872 – 873 – 874 – 875 – 876 – 877

## Események

### Bizánci Birodalom
- I. Baszileiosz császár hadjáratot vezet a birodalom keleti határvidékén megtelepedett paulikiánusok ellen. Elfoglalja székhelyüket, Tephrikét és csatában megöli vezetőjüket, Khrüszokheirt.

### Európa
- Az Adalchis beneventói herceg fogságából kiszabadult II. Lajos itáliai császár Rómába megy, ahol II. Adorján pápa feloldozza a hercegnek tett esküje alól (miszerint nem próbálja megbosszulni a rajta esett sérelmet). A pápa ezután másodszor is császárrá koronázza Lajost, hogy megerősítse a fogság miatt megroppant tekintélyét.
- Megbosszulandó Bari előző évi elvesztését, a szicíliai és észak-afrikai szaracénok ostrom alá veszik Salernót, de Lajos császár elűzi őket.
- Miután a hafrsfjordi csatában legyőzte fő riválisát, Gazdag Kjotvét, a fiatal Széphajú Harald kikiáltja magát Norvégia királyává.
- Northumbriában lázadás tör ki a viking bábkirály I. Ecgberht ellen és elűzik őt, meg Wulfhere érseket. A Londonban telelő yorki vikingek leverik a felkelést, majd a következő telet Torkseyben töltik.
- Hastein viking vezér elfoglalja Angers-t. Kopasz Károly nyugati frank király ostrom alá veszi és a következő évben kiegyeznek és békét kötnek.
- Konstantin skót király megöleti Arthgal strathclyde-i királyt, akinek trónját fia, Rhun (Konstantin sógora) örökli.
- Decemberben meghal a 80 éves II. Adorján pápa. Utódjául VIII. Jánost választják.[1]

### Abbászida Kalifátus
- Al-Mutamid kalifa öccse, Al-Muvaffak régens sereget vezet a Dél-Mezopotámiát elfoglaló zandzs felkelők ellen, de vereséget szenved.
- Ahmad ibn Túlún kormányzó megalapítja Kairóban Egyiptom első kórházát (bimarisztánját).

### Japán
- Meghal Fudzsivara no Josifusza régens, aki azután is megtartotta az ország kormányzását, hogy Szeiva császár nagykorúvá vált. Pozícióját fia, Fudzsivara no Motocune örökli, aki létrehozza magának a kampaku (nagykorú császár melletti régens) tisztséget.

## Születések
- Al-Fárábí, muszlim filozófus
- Apaocsi, kitan vezér, a kínai Liao-dinasztia alapítója
- Ki no Curajuki, japán költő
- II. Pietro Candiano, velencei dózse

## Halálozások
- december 14. – II. Adorján, római pápa
- Arthgal ap Dyfnwal, strathclyde-i király
- Fudzsivara no Josifusza, japán régens

## Fordítás
- Ez a szócikk részben vagy egészben  a(z)   872 című angol Wikipédia-szócikk ezen változatának fordításán alapul.  Az eredeti cikk szerkesztőit annak laptörténete sorolja fel. Ez a jelzés csupán a megfogalmazás eredetét és a szerzői jogokat jelzi, nem szolgál a cikkben szereplő információk forrásmegjelöléseként.